# Feminist Africa
Feminist Africa é uma revista acadêmica revisada por pares que aborda temas feministas a partir de uma "perspectiva continental africana". É publicado pelo African Gender Institute (Universidade da Cidade do Cabo). Sua editora-chefe fundadora é Amina Mama (Mills College e University of California, Davis). Foi credenciado em 2005 pelo Departamento de Educação da África do Sul.[carece de fontes?] Isso permite que os autores que publicam na revista recebam subsídios para publicação. A revista está principalmente online, mas também distribui um pequeno número de exemplares impressos.

## Fundação
De acordo com Mama, a revista foi criada em parte em resposta a uma tendência nos estudos existentes em direção à perspectiva "Mulheres em Desenvolvimento" (Women in development, WID). Os tópicos específicos cobertos pela revista incluem: ativismo das mulheres, sexismo no ensino superior, militarismo e paz e violência relacionada com o género. Patricia van der Spuy e Lindsay Clowes escrevem que a publicação da revista marcou um passo importante no desenvolvimento do feminismo sul-africano. Iris Berger criticou a revista (como um indicador do feminismo africano contemporâneo em geral) por deixar de fora a história das mulheres africanas coloniais e pré-coloniais.
A Feminist Africa é a primeira revista africana “continental” de estudos de género. A revista publica trabalhos de estudiosos africanos na América e discute a situação dos intelectuais em toda a diáspora africana. Esses colaboradores internacionais elevaram o perfil da revista, mas a impediram de receber subsídios do Departamento de Educação.[carece de fontes?] Feminist Africa não recebe fundos da Universidade da Cidade do Cabo (embora seja editada por trabalhadores assalariados da UCT) e depende do patrocínio de doadores internacionais – particularmente a Fundação Ford e Hivos.